# Gian Giorgio Trissino (edelman)

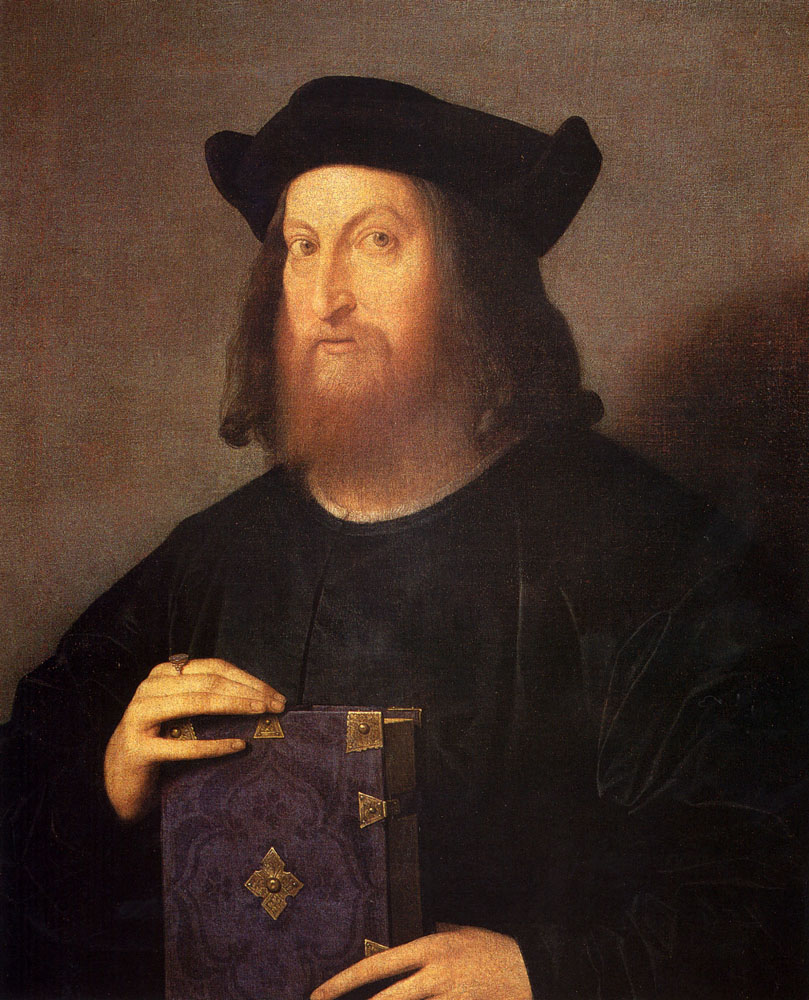
Gian Giorgio Trissino, in 1510 geportretteerd door Vincenzo Catena

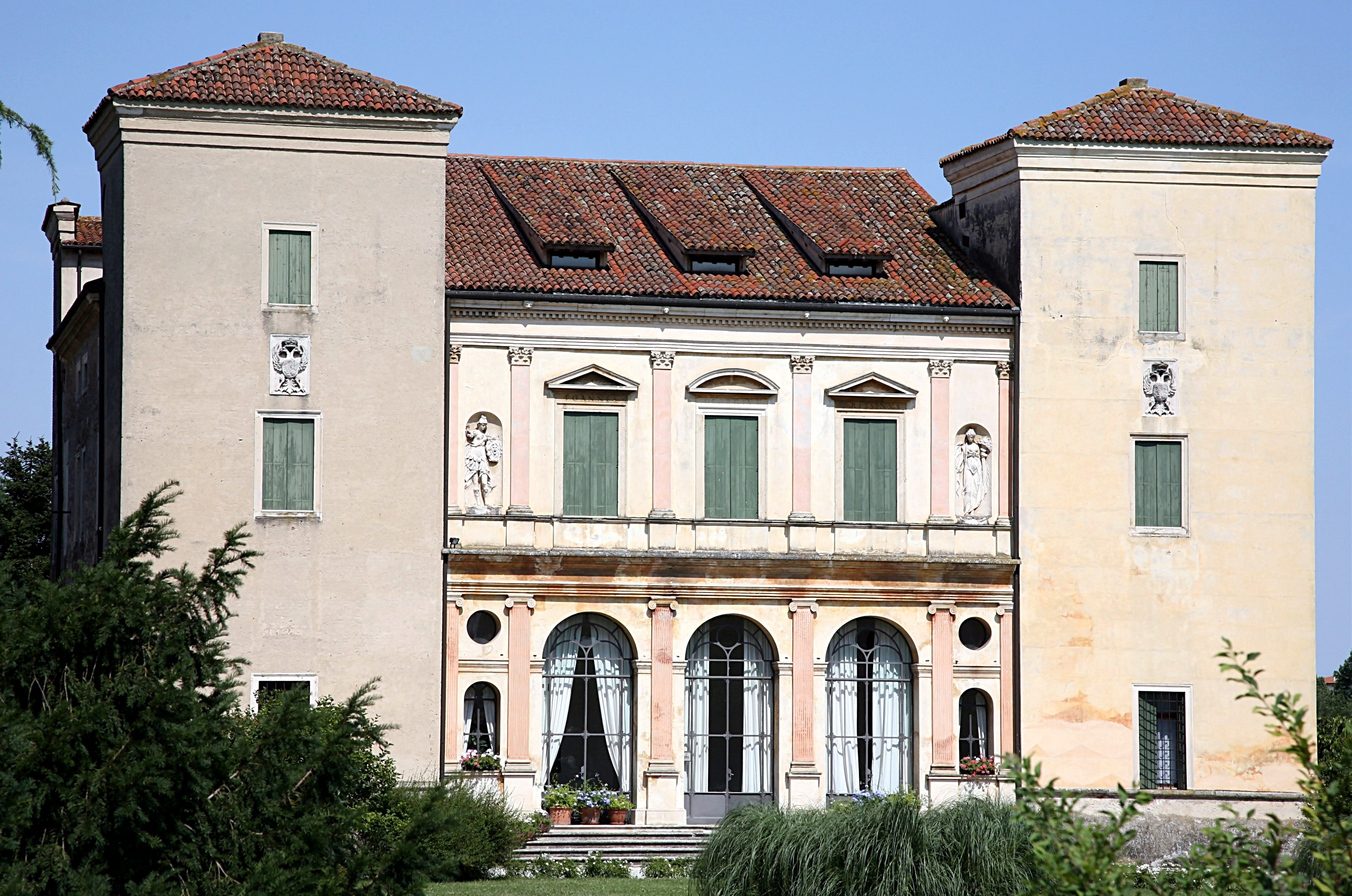
Villa Trissino in Cricoli

Gian Giorgio Trissino (Vicenza, 1478 - Rome, 1550) was een Italiaans edelman uit het nabij Venetië gelegen stadje Vicenza in Noord-Italië en wordt beschouwd als ontdekker van een van de meest invloedrijke architecten: Andrea Palladio.

## Biografie
Gian Girogiop Trissino was humanist, diplomaat, schrijver, auteur van toneelstukken, dichter en kenner van architectuur. Hij had in Rome toegang tot de kleine culturele kring van Paus Leo X de Medici.
Daarbij kwam hij onder andere in aanraking met de kunstenaar Rafael. Hij maakte in opdracht van de paus enkele diplomatieke reizen.
Trissino erfde van zijn vader de Villa Trissino, een buitenhuis in Cricoli, net buiten het centrum van Vicenza. Hij renoveerde het tussen 1531 en 1538 in de stijl van de Renaissance om er een academie in te vestigen waar jonge edelen onderricht konden worden.

## Invloed Vitruvius
Zoals velen in die tijd was ook Trissino erg beïnvloed door de studies van de bouwkundige principes van de Romeinse architect Vitruvius. Deze had ze beschreven in zijn architectuurboek uit 25 voor Christus De Architectura Libri Decem (vertaald De Tien boeken van Architectuur, in het Nederlands verschenen als Handboek Bouwkunde). Het werk was echter verminkt overgeleverd. Zo ontbraken de tekstverduidelijkende tekeningen. Net als vele anderen poogde ook Trissino de ware bedoeling van Vitruvius, zoals de gedachte ideale compositie van een gebouw en de te gebruiken versieringen, te achterhalen.
Als kenner van architectuur (zijn tekeningen van zijn villa en een manuscript voor een traktaat over architectuur zijn bewaard gebleven) was hij wellicht persoonlijk verantwoordelijk voor de verbouw van de Villa Trissino.

## De verbouw van de Villa Trissino
Het landhuis was gebouwd als een tot op die tijd in Veneto traditioneel in Venetiaanse gotische stijl relatief robuust bouwwerk. Dat had, zoals een kasteel, aan twee hoeken vooruitspringende smalle zijtorendelen en daartussen een terugwijkend centraal ontvangst- en woongedeelte. Trissino brak het bestaande huis niet af maar verbouwde het in de stijl van de oud-Romeinse architectuur. Hij baseerde zijn ontwerp op een reconstructie van het Romeinse huis volgens Vitruvius.
Trissino greep terug op de Romeinse bouwkunst door tussen de twee bestaande torens een zogenoemde loggia met drie Romeinse bogen aan te brengen. Deze was direct geïnspireerd op de façade van de door Rafael ontworpen Villa Madama in Rome dat in het architectuurboek van Sebastiano Serlio (1475-1553/5) Terzo Libero dell"Architettura (vertaald De vijf boeken van architectuur) in 1540 in Venetië werd gepubliceerd. Daarmee gaf Trissino aan zich aan te sluiten bij het toepassen van de nieuwe bouwcultuur gebaseerd op de herontdekking van de oud Romeinse architectuur. Boven op de loggia plaatste hij een verdieping.
Trissino modelleerde de binnenruimte in een reeks van zijkamers die verschillen van afmetingen. Deze worden gelinkt aan een systeem van inter-verwante proporties (1:1;2:2;1:2).

## Ontdekking Andrea Palladio
Tijdens de verbouw van de villa deed zich een gebeurtenis voor die een diepgaande en spectaculaire invloed op de wereldwijde bouwkunst zou hebben. Op de een of andere manier voelde Trissino daar tijdens de werkzaamheden aan de villa intuïtief het potentieel en talent aan van een aan zijn villa aan het werk zijnde steen -en beeldhouwers, Andrea della Gondola(1508-1580). Trissino besloot het op zich te nemen zijn talent te ontwikkelen. Hij gaf hem volgens de gewoonte der humanisten een bijnaam, de klassieke naam 'Palladio', naar Pallas, de Griekse god van wijsheid. Ook maakte hij hem tijdens de verbouw van zijn villa, door het lezen van Vitruvius en met drie reizen naar Rome bekend met de klassieke architectuur en introduceerde hem bij de aristocratie in Vicenza.
Andrea Palladio werd binnen enkele jaren architect en liet zich in de ontwikkeling van zijn bouwwerken in navolging van zijn leermeester Trissino bij diens Villa Trissino inspireren door bewaard gebleven op Griekse bouwkunst gebaseerde gebouwen van de Romeinse bouwkunst. Ook de bouwprincipes van Vitruvius en andere architecten kende hij en zag kans Vitruvius op een zeer praktische en eigentijdse manier te herintroduceren.
Zijn stijl had kenmerken als het gebruik van tempelvormen zoals een fronton, en de pilaar of zuil, evenals juiste proportionele verhoudingen zoals symmetrie. Daarmee bouwde hij tussen 1540 en 1570 naar hem genoemde Palladiaanse villa's in Veneto-het platteland bij Venetië-, stadspaleizen in Vicenza en kerken in Venetië. Hierbij volgde hij veelvuldig het proportiesysteem 1:1; 2:2 en 1:2 dat zijn leermeester Trissino bij de Villa Trissino had gebruikt maar hanteerde ook 3:4 en 4:5.
Interessant is het dat een vroeg ontwerp van een villa van Palladio dat wordt bewaard in Londen lijkt op de opzet van de Villa Trissino. Palladio ging er bij zijn ontwerpen voor zijn eerste villa's dan ook nog van uit. Daarbij bracht hij er ook zoals zijn leermeester bij de Villa Trissino had gedaan een loggia met drie Romeinse bogen in aan. Maar hij zou zijn villa's al snel transformeren tot op tempels lijkende bouwwerken.
Palladio schreef een architectuurboek I quattro Libri dell'Architettura (1570) (vertaald De vier boeken van architectuur). Daarin staan onder andere de ontwerpen van de meeste van zijn gebouwen. Het wordt als een van de meest invloedrijke architectuurboeken beschouwd dat eeuwenlang wereldwijd talloze architecten en hun opdrachtgevers inspireerde. Zijn invloed op de architectuur reikte dan ook van Europa tot Amerika waar hij zelfs in 2010 tot de 'Vader van de Amerikaanse architectuur' werd uitgeroepen.
Aan het eind van de achttiende eeuw werd de structuur van de Villa Trissino sterk veranderd. Ook begin twintigste eeuw werd het onder andere in de Eerste en Tweede Wereldoorlog van vroegere kenmerken ontdaan. Doch het staat sinds 1994 op de Werelderfgoedlijst van de UNESCO.
Trissino stierf in December 1550 in Rome.
De Villa Trissino echter zal voortleven als de locatie waar het talent werd ontdekt van een van de meest invloedrijke architecten aller tijden, Andrea Palladio en de villa van zijn ontdekker Gian Giorgio Trissino.